# Lamprospilus nicetus
Lamprospilus nicetus is een vlinder uit de familie van de Lycaenidae. De wetenschappelijke naam van de soort werd als Thecla nicetus in 1865 gepubliceerd door Felder & Felder.

## Synoniemen
- Thecla gaina Hewitson, 1870